# Celulozni etanol
Celulozni etanol je vrsta biogoriva proizvedenega iz lesa, trave, in drugih rastlin vsebujočih celulozo.
Encimi pretvorijo celulozo v sladkorje, ki potem fermentirajo v alkohol (etanol). Za proizvodnjo lahko uporabimo tudi prej neuporabne dele npr. ostanke pri koruzi, lesene ostanke in žaganje, hitrorastočo travo Miscanthus in Panicum virgatum in vrsto drugih rastlin. Za razliko alkohola iz sladkornega trsa ali koruze je lahko obseg proizvodnje dosti večji in lahko prispevajo velik delež k svetovni porabi goriva. Vendar je proces proizvodnje celuloznega etanola dosti bolj zapleten. 

## Zgodovina
Francoski kemik Henri Braconnot je leta 1819 odkril, da se lahko celuloza pretvori (hidrolizira) v sladkorje z uporabo žveplove kisline. Ta sladkor potem fermentira v alkohol. Prva komercialna proizvodnja se je začela leta 1898 v Nemčiji, leta 1910 tudi v Ameriki. Vendar so širšo proizvodnjo prekinili zaradi ekonomskih razlogov.
Nemci so uporabljali les kot surovino, proizvodnja je bila 7,6 litra na 100 kg lesenih ostankov. Sprva 68 litrov na tono, pozneje pa so povečali na 190 litrov na tono biomase.
Ameriški predsednik George W. Bush, je januarja 2006 oznanil razširitev industrije celuloznega etanola na 35 milijard am. galon (130 000 000 m3) do leta 2017. Maksimalna proizvodnja klasičnega etanola iz koruze naj bi bila 15 milijard am. galon (57 000 000 m3).

## Načini proizvodnje
Obstajata dva načina:
- Hidroliza prej tretiranih lignoceluloznih surovin z uporabo encimov, ki pretvorijo celulozov sladkorje in glukozo. Potem sledi fermentacija in distilacija
- Gasifikacija spremeni lignocelulozo v plin ogljikov monoksid in vodik. Ta dva plina se potem spremeni v etanol s fermentacijo oziroma kemično katalizo  "Fischer-Tropsch proces"

### Biološki način
Koraki:
1. Predpriprava lignoceluloznih materialov za hidrolizo
2. Hidroliza celuloze (ang. cellulolysis),pretvorba molekul v sladkorje
3. Separacija sladkorjev od ostalih materialov (lignin)
4. Mikorbiološka fermentacija sladkorjev
5. Distilicaija do azeotropske točke (96 procentni alkohol)
6. Dodatni procesi za pridobitev 99.5% alkohola

### Predpriprava
Lignoceluloza sestoji iz celuloze, hemiceluloze in lignina. Lignoceluloza je najbolj razširjen material rastlin, vendar je uporaba tega materiala omejena zaradi trdne  strukture. Celulozo je treba ločiti od lignina in kristalne strukture, da se potem lahko izvaja hidroliza. Obstaja fizični in kemični način, za boljše rezultate je treba uporabiti oba načina. Fizično zmanjšamo velikost, kemično pa odstranimo ovire, tako da imajo lahko encimi dostop do celuloze za mikrobiolško delovanje.
Danes obstajajo različni način, hidroliza s kislino, obdelovanje s paro, razširanje vlaken (fibrov) z amonijakom, predpriprava s sulfitom, alkalni način in predpriprava z ozonom.. Poleg efektivenga izločanja celuloze, je treba omejiti tvorbo inhibitorskih produktov (furfural, HMF), ki lahko upočasnijo hidrolizo in fermentacijo.
Večina procesov za predpripravo ni efektivna v suroviah z veliko lignina, kot biomasa iz gozda. uporablja se Organosolv in SPORL ('sulfite pretreatment to overcome recalcitrance of lignocellulose'), ki pretvorijo 90% celuloze.